# Mikołaj Jełowicki
Mikołaj Jełowicki (ur. 1794 w Dyakiewiczach na Wołyniu, zm. 1867 w Paryżu) – polski pisarz, dziennikarz, kapitan jazdy wołyńskiej w powstaniu listopadowym.

## Życiorys
Był synem Antoniego i Tekli z Korzeniowskich. Od wczesnej młodości parał się literaturą, związany z Krzemieńcem, uczestniczył aktywnie w życiu umysłowym miasta. W trakcie nauki w Liceum Krzemienieckim przyjaźnił się, z młodszym od siebie, Stanisławem hr. Worcellem i z Michałem Balińskim, dziennikarzem i historykiem wileńskim.
Jako pierwszy zachęcił Worcella do przesłania swej satyry do Wilna, która wkrótce ukazała się w „Wiadomościach Brukowych”.
W 1820 r. przywiózł do Krzemieńca pismo satyryczne, wydawane przez Towarzystwo Szubrawców, założone w 1817 r. w Wilnie: „Wiadomości Brukowe”, z którym zapoznał Worcella. Pod wpływem wiadomości z Wilna Mikołaj Jełowicki był jednym z założycieli kółka „heautontimorumenos”, zwanych po prostu: „merynosami”, i jako taki wyjechał do Wilna, w celu nawiązania kontaktu z „szubrawcami”, gdzie Jełowicki otrzymał z rąk „prezydenta Sotwarosa” (prof. Jędrzeja Śniadeckiego) dzwonek z życzeniami rozwoju kółka – loży masońskiej. Był czynnym członkiem loży masońskiej zwykłej: „Cnota uwieńczona” z siedzibą w Rafałówce Narcyza Olizara, podlegającej Wielkiemu Wschodowi w Warszawie.
W 1827 r. wraz z Worcellem, odbył podróż przez Żytomierz na kontrakty kijowskie, gdzie ułatwił Worcellowi pożyczkę 30 000 rubli asygnacyjnych.

### Powstanie listopadowe
Walczył jako kapitan jazdy wołyńskiej w powstaniu listopadowym na Wołyniu, a po jego upadku emigrował do Francji i po tułaczce, osiadł na stałe w Paryżu. W związku z emigracją została nakazana konfiskata majątków „Jełowieckiego Mikołaja”, a powrót do kraju wzbroniony, co ogłoszono w „Tygodniku Petersburskim”.

### Literat na emigracji
Od 19 lutego 1833 r. przebywał w zakładzie polskim w Salins. Następnie od 6 czerwca 1833 w departamencie Nièvre, u R. Bieleckiego, w Nevers. A od 22 grudnia 1834 mieszkał w Beaune (dep. Côte-d’Or). Dopiero w październiku 1837 zamieszkał w Paryżu. Jako komptentny stylista wszedł do redakcji organu konserwatystów „Trzeci Maj”, gdzie publikował felietony, szkice literackie i biograficzne, krytyki, wiersze itp. np. studium o M. Czajkowskim i jego powieści: Stefan Czarniecki, wyd. Trzeci Maj 1840.
We wrześniu 1847 r. spotkał się z Worcellem w Paryżu i tak notował w swoich notatkach pamiętnikarskich: „...Worcell jest zawsze ten sam, poczciwy, słodki, zgadzający się z każdym, zgoła Staś dawniejszy. Fizycznie zestarzał się bardzo. Niedostatek i mgły angielskie zwątliły kruchą jego budowę. Od dawna cierpi na astmę. Klimat paryski znaczną mu przyniesie ulgę...” Pisywał również w latach 1850–1860 wiersze i artykuły do prasy krajowej, głównie do lwowskiego „Dziennika Literackiego”. W r. 1854 ukazała się we Lwowie jego jedyna powieść: Zakonnica, drukowana uprzednio w „Dzienniku Literackim”, a przedrukowywana następnie w wydawanym w języku polskim wiedeńskim „Postępie”, gdzie umieszczał również szereg drobnych utworów literackich.
Będąc wychowankiem Liceum Krzemienieckiego wraz z Narcyzem Olizarem, K. Sienkiewiczem i innymi postanawiają, aby w rocznicę utworzenia gimnazjum wołyńskiego, zbierać się 5 października na koleżeńską biesiadę i czcić imię założyciela szkoły i jej tradycję, wydając rocznik literacki „Biesiada Krzemieniecka” pod redakcją Jełowickiego i Sienkiewicza. Pierwsze dwie biesiady odbyły się u restauratora Douix w Palais Royal, Gallerie Montpensier, nr 9. W czwartym tomiku „Biesiady Krzemienieckiej”, który sam zredagował (w redagowaniu jej trzech pierwszych tomów: 1852, 1857 i 1858, pomagał K. Sienkiewiczowi) wydrukował m.in. obszerny artykuł: „Życie hr. Stanisława Gabriela Worcella” oraz dwa własne utwory poetyckie (Paryż 1859, druk 1861).
Stosunkowo niewielki dorobek literacki uzupełniał tłumaczeniami, zamawianymi przez krewnego Aleksandra Jełowickiego. Tłumaczył m.in. na francuski „Kirdżali”, wydanego w 1839 r.; „Miesiąc Maryi” Aleksandra Jełowickiego, „Rozmyślania o męce Pańskiej” św. Alfonsa; „Chrystus wobec wieku” Rosely de Lourges. W ciągu wielu lat spisywał notatki pamiętnikarskie, których losy nie są znane. Niektóre utwory poetyckie i listy ze zbiorów rapperswilskich spłonęły w Warszawie w czasie II wojny światowej.

## Śmierć
Zmarł w Paryżu przed 19 lutego 1867 r. w swoim mieszkaniu przy ul. Avenue d’Antin. Okoliczności śmierci nie zostały do dziś wyjaśnione. Bartkowski podaje: „...rzucił się samowolnie z okna swego mieszkania przy av. d’ Antin w kwietniu 1867 r. (data miesięczna błędna – pochowany 19 lutego)...”
Pochowany na cmentarzu Montmartre w grobowcu zbiorowym. Według akt cmentarza został pochowany 19 lutego 1867 r., jako „Jenlowicki Nicolas” (kwat. 7 rząd 4 – av. des Carrieres, grób 3 od muru) na grobowcu brak jego inskrypcji. W grobowcu tym pochowano również m.in. gen P. bar. Jerzmanowskiego. Inskrypcja Mikołaja Jełowickiego znajduje się na grobowcu zwanym „Przed Twe ołtarze...” w kwat. 8, rząd 2 (chemin St Nicolas), grób 47 (chemin Lavalle). W 1899 r. tekst inskrypcji brzmiał: „Nicolas Jełowicki /officier polonais émigré de 1831/+ 1867, âgé de 73 ans”. Obecnie, po renowacji grobu w 1958& r., tekst został skrócony: „Nicolas Jełowicki 1794 – 1867”. Według akt w grobowcu pochowany jest „Julowicki Nicolas”, bez podanej daty. Zmarł bezpotomnie.